# Mississippijska prijevara
Mississippijska prijevara, poznata i kao Mississippijska kriza, naziv je za burzovnu krizu koja se dogodila u Parizu 1720. godine. Dionice francuskih kolonija, plasirane na pariškoj burzi, ponuđene su ulagačima pod uvjetom da ulažu u Novi svijet, a zaradom od prodanih dionica Francuska je otplatila svoj javni dug.

## Uvod
1715. na francusko prijestolje dolazi regent Filip II. Orleanski. Njegov prethodnik, kralj Luj XVI, za vrijeme svoje vladavine stvorio je veliki javni dug, koji je regent naslijedio stupanjem na prijestolje. Stoga je ubrzo nakon preuzimanja vlasti tražio mogućnost vraćanja duga. Škot John Law živio je u Parizu i bavio se kockanjem. Iskustvo s Amsterdamskom bankom dalo mu je ideju i on uspijeva regenta nagovoriti na osnivanje Banque Générale. Budući da tada nije bio poznat papirni već isključivo kovani novac, Banque Générale je štedišama koji su kovani novac pohranili u trezoru izdavala mjenice, uz jamstvo da se one uvijek mogu zamijeniti za kovani novac. Sav novac skupljen na ovaj način odlazio je izravno u državnu blagajnu.
Law je, uz suglasnost regenta Filipa II., krenuo dalje. Francuske kolonije na sjevernoameričkom kontinentu (dolina Mississippija) kao i u Indokini ponuđene su domaćim ulagačima putem pariške burze.
Dvije državne tvrtke koje su vodile poslove na dotičnim lokacijama stopljene su u Compagnie des Indes te je preko njih Law pustio u promet kolonijalne dionice. Nakon što je prva serija dionica napunila državnu blagajnu, Law je na sudjelovanje u zamjenu kovanog novca za mjenice poziva i putem novina i letaka.

## Burzovni krah
Već previsoka cijena dionica od 500 livra narasla je za nekoliko dana na 8.000. Da bi se privukli ulagači povećana je dividenda s 12% na 40%, čime vrijednost dionica raste na 18.000 livra. Ulagačima nije u početku bilo poznato da se dividenda nije odnosila na trenutnu vrijednost. Međutim čim se za to saznalo dioničari su počeli s masovnom rasprodajom dionica. Dioničari koji su se uspjeli otarasiti dionica, u panici, su počeli masovno kupovati zlato, srebro i nekretnine čime je porasla inflacija. Vrijednost dionica počela je strelovito padati; od rujna 1719. kada je iznosila 18.000 livri, u listopadu 1720. pala je na svega 40 livri. Razočarani dioničari su optuživali Johna Lawa tražeći javno njegovu glavu, no Law je pobjegao u Veneciju, gdje je umro 21. ožujka 1729.